# Ischaemum santapaui
Ischaemum santapaui är en gräsart som beskrevs av Norman Loftus Bor. Ischaemum santapaui ingår i släktet Ischaemum och familjen gräs. Inga underarter finns listade i Catalogue of Life.